# Esplanade Erasme
L’esplanade Erasme est une place située au cœur du campus de l'université de Dijon.

## Historique
L'esplanade fait partie intégrante du pôle universitaire avec les différents bâtiments de l'UFR, CHU, INRA, AgroSup, Services CROUS. On compte également l'atheneum, le centre culturel du campus inauguré en 1983.
En 2012, l'esplanade connaît d'importants travaux avec l'arrivée du tramway et de la station Erasme sur la ligne T1.
En 2014, des travaux sont menés pour créer un parc urbain.

## Sculptures
Quatre sculptures du campus sont remarquables, réalisées dans le cadre du 1 % artistique dans la seconde partie des années 1970.
- Tente de Yaacov Agam, 1974
- Hommage à Jacques Monod de Gottfried Honegger, 1974
- Anti Robot[3] de Karel Appel, 1976
- Divionis Mechanica Fossilia de Arman, 1976

Ces statues font l'objet d'une inscription au titre des monuments historiques depuis le 5 août 2020,.
On compte également des œuvres plus récentes :
- Méandre de Julije Knifer, 1990
- Improvisation Tellem de Alain Kirili, 1999
- Welcome de Stephen Antonakos, 1999.

### Articles annexes
- Université de Bourgogne
- Liste des monuments historiques de Dijon
- Liste des œuvres d'art de la Côte-d'Or